# Köznevelés (folyóirat)
A Köznevelés Magyarország 1945-ben alapított oktatási hetilapja volt. Eljutott valamennyi általános és középiskolába, és a legtöbb tanárképzéssel is foglalkozó felsőoktatási intézménybe, valamint az iskolafenntartó önkormányzatokhoz. A határokon kívül működő magyar iskolák jelentős részében is olvasták a lapot. A Köznevelés az Emberi Erőforrások Minisztériuma hetilapjaként rendszeresen és széleskörűen tájékoztatott a tárca intézkedéseiről, terveiről, az eredményekről és a problémákról. Beszámolt a parlamenti pártok és a pedagógus szakmai szervezetek és szakszervezetek álláspontjáról is.

## Története
A Köznevelés a Vallás- és közoktatásügyi Minisztérium 1868 óta megjelenő hivatalos lapjának, a Néptanítók Lapjának a folytatásának tekinthető. 1945. július 15-én jelent meg először a Köznevelés, amely az aktuális információk közvetítésén túl lényeges szakmai kérdések megjelenítésére is vállalkozott. Első számában ezt írták magukról: 
Köznevelés a címe lapunknak és ez a programja is. Foglalkozni kívánunk mindazzal, ami a köznevelés fogalmához tartozik, ami a magyar nevelőt érdekelheti akár alsóbb vagy felsőbb fokon, az iskola keretei között, vagy ezen kívül, országhatárainkon belül és ezeken túlmenően is.
A szerkesztőség a Néptanítók Lapjának szellemi utódává vált a gyakorlati munka segítésében is. A lap felelős szerkesztője Bíró Lajos Pál tankerületi főigazgató, majd 1946. szeptember l-jétől 1948 decemberéig Kiss Árpád, az OKT ügyvezető igazgatója lett. Bár korlátozott volt a szerkesztők cselekvési szabadsága, ám a lap sokáig mégis sokszínű volt pedagógiai szempontból. Az 1948-ban bekövetkezett politikai, hatalmi változás után 1949 januárjában Bóka Lászlót nevezték ki felelős szerkesztővé, főszerkesztőnek pedig Ortutay Gyulát. Erre az időszakra a lap már egyértelműen az MDP politikáját követő pártlappá vált. A fontos cikkek egy részét szovjet szerzők írták, egy részük a szovjet minta bemutatásával foglalkozott, másikuk az ideológiai harc jegyében született. A lap mellett A Köznevelés könyvtára című sorozatot is megjelentették, ennek szerkesztője Kiss Árpád volt.

## Munkatársak
- Szunyogh Szabolcs (főszerkesztő)
- Novák Gábor (rovatvezető)
- Varga Stella (munkatárs)
- Tetlák Eszter (fotóriporter)
- Bezdom Iván (munkatárs)
- Dávid Ildikó (marketingvezető)

## Rovatok
- Anyanyelven
- Apróhirdetés
- Egyházi oktatás
- Felmérés
- Fotógaléria
- Határon túl
- Hírek
- Interjú
- Információk
- Kitüntetések
- Kulturális ajánló
- Munkajogi kérdések
- Pályázatok
- Pedagógusok írják
- Publicisztika
- Szemle
- Új Nemzeti Alaptanterv